# オーデン (砕氷船・2代)
オーデン (IB/RV Oden) は、スウェーデン海事局に所属し、砕氷による冬季の航路確保と南北両極の科学調査に使用される同国最大の砕氷船である。

## 概要
1957年にフィンランドで建造された砕氷船オーデンの名を継いで、1988年に2代目のオーデンとしてGotaverken社のアーレンダール造船所で建造された。ルレオを母港とし、スウェーデン海事局の業務として冬季凍結するボスニア湾の航路啓開に従事している。また砕氷のオフシーズンにはスウェーデン極地研究事務局との長期契約によって極地における各種の科学研究に携わる。運航は海運会社Viking Supply Shipsによって行われる。
氷結した海面における船体抵抗軽減と旋回性向上を目的として、船首の幅を船体の幅より広くとったリーマー(reamer)船型を採用しており、先端がフラットな形状の船首下部には汲み上げた海水を散水して砕氷抵抗を軽減するハルウォッシュシステム(12ノズル)を装備している。連続砕氷能力として、厚さ1.9mの氷が張った海を3ノットの速度で進むことができる。
前甲板には多用途に使用可能な90m2の研究室を持ち、甲板上には最大13個のコンテナラボを増設可能なスペースがある。
船尾には20tの吊下能力を持つAフレームクレーン、深海へのサンプル収集器を牽引可能な8000mケーブルを持つウィンチなどを備えている。固有の探測機器としては、288本の超音波ビームで最深11000mの海底を3Dマッピング可能なマルチビーム・エコーサウンダー、および海底下100mまでの地層を分析可能なサブボトム・プロファイラを2007年に新たに装備した。船橋後部にはヘリパッドが設けられており重量10tまでのヘリコプターが離着可能である。

## 船歴
1991年にドイツの砕氷船ポーラーシュテルンと共に北極調査航海を実施し、同年9月7日、非核動力の船舶として初めて北極点に到達した。
2004年には統合国際深海掘削計画(IODP)による史上初の北極深海掘削調査プログラムACEXに参加。ロシアの原子力砕氷船ソビエツキー・ソユーズと連携して、ロモノソフ海嶺から海底堆積物のコアを採取するノルウェーの掘削調査船ビダール・ビキングの周囲を周回して砕氷し、その掘削作業をサポートした。
2006年から2010年にかけてはアメリカ国立科学財団との契約によって南極へ遠征し、マクマード基地への航路啓開に従事すると同時に、アメリカ側と共同で南極の研究調査を行っている。